# Olympische Sommerspiele 2012/Teilnehmer (Ukraine)
| Gelbes Symbol für Goldmedaillen mit stilisierten Olympischen Ringen | Graues Symbol für Silbermedaillen mit stilisierten Olympischen Ringen | Braundes Symbol für Bronzemedaillen mit stilisierten Olympischen Ringen |
| ------------------------------------------------------------------- | --------------------------------------------------------------------- | ----------------------------------------------------------------------- |
| 5                                                                   | 4                                                                     | 10                                                                      |

Die Ukraine nahm in London an den Olympischen Spielen 2012 (27. Juli bis 12. August) teil. Es war die insgesamt fünfte Teilnahme an Olympischen Sommerspielen. Das Nationale Olympische Komitee der Ukraine nominierte 238 Athleten in 21 Sportarten.
Bei der Eröffnungsfeier trug der Judoka Roman Hontjuk die Flagge der Ukraine.

## Medaillen
Mit sechs gewonnenen Gold-, vier Silber- und neun Bronzemedaillen belegte das Team der Ukraine Platz 13 im Medaillenspiegel.

### Medaillenspiegel
| Medaillenspiegel | Medaillenspiegel | Medaillenspiegel             | Medaillenspiegel          | Medaillenspiegel          | Medaillenspiegel |
| Platz            | Sportart         | Goldmedaille – Olympiasieger | Silbermedaille – 2. Platz | Bronzemedaille – 3. Platz | Gesamt           |
| ---------------- | ---------------- | ---------------------------- | ------------------------- | ------------------------- | ---------------- |
| 1                | Boxen            | 2                            | 1                         | 2                         | 5                |
| 2                | Kanu             | 1                            | 2                         | –                         | 3                |
| 3                | Fechten          | 1                            | –                         | 1                         | 2                |
| 4                | Rudern           | 1                            | –                         | –                         | 1                |
| 5                | Ringen           | –                            | 1                         | –                         | 1                |
| 6                | Leichtathletik   | –                            | –                         | 3                         | 3                |
| 7                | Schießen         | –                            | –                         | 2                         | 2                |
| 8                | Gerätturnen      | –                            | –                         | 1                         | 1                |
| 8                | Gewichtheben     | –                            | –                         | 1                         | 2                |
| Total            | Total            | 5                            | 4                         | 10                        | 19               |

### Medaillengewinner

#### Gold
| Name                                                                          | Sportart | Wettkampf                 |
| ----------------------------------------------------------------------------- | -------- | ------------------------- |
| Wassyl Lomatschenko                                                           | Boxen    | Leichtgewicht (bis 60 kg) |
| Oleksandr Ussyk                                                               | Boxen    | Schwergewicht (bis 91 kg) |
| Jana Schemjakina                                                              | Fechten  | Degen Einzel              |
| Jurij Tscheban                                                                | Kanu     | Einer-Canadier 200 m      |
| Jana Dementjewa Natalija Dowhodko Anastassija Koschenkowa Kateryna Tarassenko | Rudern   | Doppelvierer              |

Dem Gewichtheber Oleksij Torochtij wurde die Goldmedaille in der Klasse bis 105 kg wegen Dopings aberkannt.

#### Silber
| Name                   | Sportart | Wettkampf                     |
| ---------------------- | -------- | ----------------------------- |
| Denys Berintschyk      | Boxen    | Halbweltergewicht (bis 64 kg) |
| Inna Osipenko-Radomska | Kanu     | Einer-Kajak 200 m             |
| Inna Osipenko-Radomska | Kanu     | Einer-Kajak 500 m             |
| Walerij Andrijzew      | Ringen   | Freistil Klasse bis 96 kg     |

Dem Speerwerfer Oleksandr Pjatnyzja wurde die Silbermedaille wegen Dopings aberkannt.

#### Bronze
| Name                                                              | Sportart       | Wettkampf                     |
| ----------------------------------------------------------------- | -------------- | ----------------------------- |
| Julija Paratowa                                                   | Gewichtheben   | Federgewicht (bis 53 kg)      |
| Oleksandr Hwosdyk                                                 | Boxen          | Halbschwergewicht (bis 81 kg) |
| Taras Schelestjuk                                                 | Boxen          | Weltergewicht (bis 69 kg)     |
| Olha Charlan                                                      | Fechten        | Säbel Einzel                  |
| Jelysaweta Bryshina Olessja Powch Marija Rjemjen Chrystyna Stuj   | Leichtathletik | 4 × 100-m-Staffel             |
| Hanna Jaroschtschuk Alina Lohwynenko Natalija Pyhyda Olha Semljak | Leichtathletik | 4 × 400-m-Staffel             |
| Olha Saladucha                                                    | Leichtathletik | Dreisprung                    |
| Olena Kostewytsch                                                 | Schießen       | Luftpistole 10 Meter          |
| Olena Kostewytsch                                                 | Schießen       | Sportpistole 25 Meter         |
| Ihor Radiwilow                                                    | Turnen         | Pferdsprung                   |

Der Gewichtheberin Julija Kalina wurde die Bronzemedaille im Leichtgewicht (bis 58 kg) wegen Dopings aberkannt.

## Teilnehmer nach Sportarten

### Badminton
| Athleten         | Wettbewerb | Gruppenphase                        | Gruppenphase                                 | Gruppenphase | Gruppenphase | Achtelfinale  | Achtelfinale  | Viertelfinale | Viertelfinale | Halbfinale    | Halbfinale    | Finale        | Finale        | Rang |
| Athleten         | Wettbewerb | Gegner                              | Ergebnis                                     | Punkte       | Rang         | Gegner        | Ergebnis      | Gegner        | Ergebnis      | Gegner        | Ergebnis      | Gegner        | Ergebnis      | Rang |
| ---------------- | ---------- | ----------------------------------- | -------------------------------------------- | ------------ | ------------ | ------------- | ------------- | ------------- | ------------- | ------------- | ------------- | ------------- | ------------- | ---- |
| Frauen           |            |                                     |                                              |              |              |               |               |               |               |               |               |               |               |      |
| Laryssa Hryha    | Einzel     | Kristína Gavnholt Juliane Schenk    | 1:2 (13:21, 21:15, 15:21) 0:2 (12:21, 14:21) | 0            | 33           | ausgeschieden | ausgeschieden | ausgeschieden | ausgeschieden | ausgeschieden | ausgeschieden | ausgeschieden | ausgeschieden | 33   |
| Männer           |            |                                     |                                              |              |              |               |               |               |               |               |               |               |               |      |
| Dmytro Sawadskyj | Einzel     | Mohamed Ajfan Rasheed Marc Zwiebler | 2:0 (21:8, 21:8) 1:2 (21:17, 10:21, 16:21)   | 1            | 17           | ausgeschieden | ausgeschieden | ausgeschieden | ausgeschieden | ausgeschieden | ausgeschieden | ausgeschieden | ausgeschieden | 17   |

### Bogenschießen
| Athleten                                                | Wettbewerb | Qualifikation | Qualifikation | 1. Runde             | 1. Runde | 2. Runde          | 2. Runde      | Achtelfinale   | Achtelfinale  | Viertelfinale | Viertelfinale | Halbfinale    | Halbfinale    | Finale        | Finale        | Rang          |
| Athleten                                                | Wettbewerb | Ringe         | Rang          | Gegner               | Ergebnis | Gegner            | Ergebnis      | Gegner         | Ergebnis      | Gegner        | Ergebnis      | Gegner        | Ergebnis      | Gegner        | Ergebnis      | Rang          |
| ------------------------------------------------------- | ---------- | ------------- | ------------- | -------------------- | -------- | ----------------- | ------------- | -------------- | ------------- | ------------- | ------------- | ------------- | ------------- | ------------- | ------------- | ------------- |
| Frauen                                                  |            |               |               |                      |          |                   |               |                |               |               |               |               |               |               |               |               |
| Tetjana Dorochowa                                       | Einzel     | 599           | 59            | Miki Kanie           | 1:7      | ausgeschieden     | ausgeschieden | ausgeschieden  | ausgeschieden | ausgeschieden | ausgeschieden | ausgeschieden | ausgeschieden | ausgeschieden | ausgeschieden | ausgeschieden |
| Kateryna Palecha                                        | Einzel     | 624           | 51            | Miranda Leek         | 2:6      | ausgeschieden     | ausgeschieden | ausgeschieden  | ausgeschieden | ausgeschieden | ausgeschieden | ausgeschieden | ausgeschieden | ausgeschieden | ausgeschieden | ausgeschieden |
| Lidija Sitschenikowa                                    | Einzel     | 645           | 32            | Kazjaryna Zimafejewa | 5:6      | ausgeschieden     | ausgeschieden | ausgeschieden  | ausgeschieden | ausgeschieden | ausgeschieden | ausgeschieden | ausgeschieden | ausgeschieden | ausgeschieden | ausgeschieden |
| Tetjana Dorochowa Kateryna Palecha Lidija Sitschenikowa | Mannschaft | 1868          | 12            | -                    | -        | -                 | -             | Japan          | 192:207       | ausgeschieden | ausgeschieden | ausgeschieden | ausgeschieden | ausgeschieden | ausgeschieden | ausgeschieden |
| Männer                                                  |            |               |               |                      |          |                   |               |                |               |               |               |               |               |               |               |               |
| Dmytro Hratschow                                        | Einzel     | 665           | 28            | Michele Frangilli    | 7:3      | Takaharu Furukawa | 4:6           | ausgeschieden  | ausgeschieden | ausgeschieden | ausgeschieden | ausgeschieden | ausgeschieden | ausgeschieden | ausgeschieden | ausgeschieden |
| Dmytro Hratschow Markijan Iwaschko Wiktor Ruban         | Mannschaft | 1992          | 9             | -                    | -        | -                 | -             | Großbritannien | 223:212       | Südkorea      | 220:227       | ausgeschieden | ausgeschieden | ausgeschieden | ausgeschieden | ausgeschieden |
| Markijan Iwaschko                                       | Einzel     | 667           | 24            | Elias Cuesta         | 6:4      | Nay Myo Aung      | 7:1           | Kuo Cheng-wei  | 0:6           | ausgeschieden | ausgeschieden | ausgeschieden | ausgeschieden | ausgeschieden | ausgeschieden | ausgeschieden |
| Wiktor Ruban                                            | Einzel     | 660           | 43            | Liu Zhaowu           | 6:5      | Chen Yu-cheng     | 6:0           | Gaël Prevost   | 6:4           | Oh Jin-hyek   | 1:7           | ausgeschieden | ausgeschieden | ausgeschieden | ausgeschieden | ausgeschieden |

### Boxen
| Athleten            | Wettbewerb                  | 1. Runde            | 1. Runde              | Achtelfinale            | Achtelfinale           | Viertelfinale         | Viertelfinale         | Halbfinale                   | Halbfinale             | Finale          | Finale                 | Rang          |
| Athleten            | Wettbewerb                  | Gegner              | Ergebnis              | Gegner                  | Ergebnis               | Gegner                | Ergebnis              | Gegner                       | Ergebnis               | Gegner          | Ergebnis               | Rang          |
| ------------------- | --------------------------- | ------------------- | --------------------- | ----------------------- | ---------------------- | --------------------- | --------------------- | ---------------------------- | ---------------------- | --------------- | ---------------------- | ------------- |
| Denys Berintschyk   | Halbweltergewicht bis 64 kg | -                   | -                     | Anthony Yigit           | 24:23 (6:9, 13:9, 5:8) | Jeffrey Horn          | 21:13 (5:3, 7:4, 9:6) | Urantschimegiin Mönch-Erdene | 29:21 (4:6, 8:9, 17:6) | Roniel Iglesias | 15:22 (4:5, 5:6, 6:11) | Silber        |
| Oleksandr Hwosdyk   | Halbschwergewicht bis 81 kg | Michail Dauhaljawez | 18:10 (5:4, 6:3, 7:3) | Osmar Bravo             | 18:6 (5:1, 7:3, 6:2)   | Abdelhafid Benchabla  | 19:17 (4:6, 7:5, 8:6) | Ä. Nijasymbetow              | 13:13 (4:4, 6:5, 3:4)  | ausgeschieden   | ausgeschieden          | Bronze        |
| Pawlo Ischtschenko  | Bantamgewicht bis 56 kg     | Joseph Diaz         | 9:19 (3:4, 3:5, 3:10) | ausgeschieden           | ausgeschieden          | ausgeschieden         | ausgeschieden         | ausgeschieden                | ausgeschieden          | ausgeschieden   | ausgeschieden          | ausgeschieden |
| Jewhen Chytrow      | Mittelgewicht bis 75 kg     | -                   | -                     | Anthony Ogogo           | 18:18 (3:5, 7:6, 8:7)  | ausgeschieden         | ausgeschieden         | ausgeschieden                | ausgeschieden          | ausgeschieden   | ausgeschieden          | ausgeschieden |
| Wassyl Lomatschenko | Leichtgewicht bis 60 kg     | -                   | -                     | Wellington Arias Romero | 15:3 (5:1, 4:0, 6:2)   | Felix Verdejo Sanchez | 14:9 (5:3, 5:4, 4:2)  | Yasniel Toledo               | 14:11 (3:3, 6:4, 5:4)  | Soonchul Han    | 19:9 (7:2, 4:3, 8:4)   | Gold          |
| Taras Schelestjuk   | Weltergewicht bis 69 kg     | -                   | -                     | Vasilii Belous          | 15:7 (4:1, 5:2, 6:4)   | Alexis Vastine        | 18:18 (5:5, 7:7, 6:6) | Fred Evans                   | 10:11 (1:4, 4:4, 5:3)  | ausgeschieden   | ausgeschieden          | Bronze        |
| Oleksandr Ussyk     | Schwergewicht bis 91 kg     | -                   | -                     | -                       | -                      | Artur Beterbijew      | 17:13 (3:3, 9:6, 5:4) | Terwel Pulew                 | 21:5 (6:2, 8:2, 7:1)   | Clemente Russo  | 14:11 (1:3, 7:5, 6:3)  | Gold          |

### Fechten
| Athleten                                                                  | Wettbewerb       | 1. Runde         | 1. Runde | 2. Runde              | 2. Runde | Achtelfinale     | Achtelfinale  | Viertelfinale  | Viertelfinale | Halbfinale / Klassifikation | Halbfinale / Klassifikation | Finale / Platzierung | Finale / Platzierung | Rang          |
| Athleten                                                                  | Wettbewerb       | Gegner           | Ergebnis | Gegner                | Ergebnis | Gegner           | Ergebnis      | Gegner         | Ergebnis      | Gegner                      | Ergebnis                    | Gegner               | Ergebnis             | Rang          |
| ------------------------------------------------------------------------- | ---------------- | ---------------- | -------- | --------------------- | -------- | ---------------- | ------------- | -------------- | ------------- | --------------------------- | --------------------------- | -------------------- | -------------------- | ------------- |
| Frauen                                                                    |                  |                  |          |                       |          |                  |               |                |               |                             |                             |                      |                      |               |
| Olha Charlan                                                              | Säbel Einzel     | –                | –        | Margarita Tschomakowa | 15:8     | Səbinə Mikina    | 15:10         | Irene Vecchi   | 15:9          | Sofja Welikaja              | 12:15                       | Mariel Zagunis       | 15:10                | Bronze        |
| Olena Krywyzka                                                            | Degen Einzel     | Susie Scanlan    | 15:13    | Anca Măroiu           | 10:15    | ausgeschieden    | ausgeschieden | ausgeschieden  | ausgeschieden | ausgeschieden               | ausgeschieden               | ausgeschieden        | ausgeschieden        | ausgeschieden |
| Olena Krywyzka Ksenija Panteljejewa Anfissa Potschkalowa Jana Schemjakina | Degen Mannschaft | –                | –        | –                     | –        | –                | –             | Russland       | 34:45         | Deutschland                 | 36:45                       | Italien              | 40:45                | 8             |
| Olha Lelejko                                                              | Florett Einzel   | Anissa Khelfaoui | 15:4     | Nam Hyun-hee          | 9:15     | ausgeschieden    | ausgeschieden | ausgeschieden  | ausgeschieden | ausgeschieden               | ausgeschieden               | ausgeschieden        | ausgeschieden        | ausgeschieden |
| Ksenija Panteljejewa                                                      | Degen Einzel     | Chui Ling Yeung  | 15:11    | Li Na                 | 10:15    | ausgeschieden    | ausgeschieden | ausgeschieden  | ausgeschieden | ausgeschieden               | ausgeschieden               | ausgeschieden        | ausgeschieden        | ausgeschieden |
| Jana Schemjakina                                                          | Degen Einzel     | -                | -        | Ljubow Schutowa       | 15:12    | Ana Maria Brânză | 14:13         | Simona Gherman | 15:14         | Sun Yujie                   | 14:13                       | Britta Heidemann     | 9:8                  | Gold          |
| Männer                                                                    |                  |                  |          |                       |          |                  |               |                |               |                             |                             |                      |                      |               |
| Dmytro Bojko                                                              | Säbel Einzel     | –                | –        | Rareș Dumitrescu      | 12:15    | ausgeschieden    | ausgeschieden | ausgeschieden  | ausgeschieden | ausgeschieden               | ausgeschieden               | ausgeschieden        | ausgeschieden        | ausgeschieden |
| Dmytro Karjutschenko                                                      | Degen Einzel     | –                | –        | Yannick Borel         | 10:15    | ausgeschieden    | ausgeschieden | ausgeschieden  | ausgeschieden | ausgeschieden               | ausgeschieden               | ausgeschieden        | ausgeschieden        | ausgeschieden |

### Gewichtheben
| Athleten               | Wettbewerb         | Reißen  | Reißen | Stoßen  | Stoßen | Zweikampf | Zweikampf | Rang            |
| Athleten               | Wettbewerb         | Gewicht | Rang   | Gewicht | Rang   | Gewicht   | Rang      | Rang            |
| ---------------------- | ------------------ | ------- | ------ | ------- | ------ | --------- | --------- | --------------- |
| Frauen                 |                    |         |        |         |        |           |           |                 |
| Julija Paratowa        | Klasse bis 53 kg   | 91 kg   | 4      | 108 kg  | 10     | 199 kg    | 3         | Bronze          |
| Julija Kalina          | Klasse bis 58 kg   | 106 kg  | 2      | 129 kg  | 5      | 235 kg    | 3         | DSQ (Doping)    |
| Switlana Tschernjawska | Klasse über 75 kg  |         |        |         |        |           |           | nicht gestartet |
| Männer                 |                    |         |        |         |        |           |           |                 |
| Artem Iwanow           | Klasse bis 94 kg   |         |        |         |        |           |           |                 |
| Kostjantyn Pilijew     | Klasse bis 94 kg   | 166 kg  | 14     | 206 kg  | 11     | 372 kg    | 12        | 12              |
| Serhij Tahirow         | Klasse bis 105 kg  | 174 kg  | 10     | 200 kg  | 10     | 374 kg    | 10        | 10              |
| Oleksij Torochtij      | Klasse bis 105 kg  | 185 kg  | 2      | 227 kg  | 1      | 412 kg    | 1         | DSQ (Doping)    |
| Ihor Schymetschko      | Klasse über 105 kg | 197 kg  | 5      | 232 kg  | 8      | 429 kg    | 6         | 6               |
| Artem Udatschyn        | Klasse über 105 kg |         |        |         |        |           |           |                 |

### Judo
| Athleten             | Wettbewerb         | 1. Runde       | 1. Runde  | Achtelfinale                 | Achtelfinale  | Viertelfinale | Viertelfinale | Hoffnungsrunde Halbfinale | Hoffnungsrunde Halbfinale | Halbfinale    | Halbfinale    | Hoffnungsrunde Finale | Hoffnungsrunde Finale | Finale        | Finale        | Rang          |
| Athleten             | Wettbewerb         | Gegner         | Ergebnis  | Gegner                       | Ergebnis      | Gegner        | Ergebnis      | Gegner                    | Ergebnis                  | Gegner        | Ergebnis      | Gegner                | Ergebnis              | Gegner        | Ergebnis      | Rang          |
| -------------------- | ------------------ | -------------- | --------- | ---------------------------- | ------------- | ------------- | ------------- | ------------------------- | ------------------------- | ------------- | ------------- | --------------------- | --------------------- | ------------- | ------------- | ------------- |
| Frauen               |                    |                |           |                              |               |               |               |                           |                           |               |               |                       |                       |               |               |               |
| İrina Kindzerskaya   | Klasse über 78 kg  | -              | -         | Gülşah Kocatürk              | 1030-0002     | Tong Wen      | 0000-1000     | Jelena Iwaschtschenko     | 0010-0002                 | -             | -             | -                     | -                     | Karina Bryant | 0110-0200     | 4             |
| Maryna Pryschtschepa | Klasse bis 78 kg   | -              | -         | Audrey Tcheuméo              | 0000-1000     | ausgeschieden | ausgeschieden | ausgeschieden             | ausgeschieden             | ausgeschieden | ausgeschieden | ausgeschieden         | ausgeschieden         | ausgeschieden | ausgeschieden | ausgeschieden |
| Natalija Smal        | Klasse bis 70 kg   | Cecilia Blanco | 0002-0110 | ausgeschieden                | ausgeschieden | ausgeschieden | ausgeschieden | ausgeschieden             | ausgeschieden             | ausgeschieden | ausgeschieden | ausgeschieden         | ausgeschieden         | ausgeschieden | ausgeschieden | ausgeschieden |
| Männer               |                    |                |           |                              |               |               |               |                           |                           |               |               |                       |                       |               |               |               |
| Artem Bloschenko     | Klasse bis 100 kg  | Daniel Kelly   | 0100-0003 | Hwang Hee-tae                | 0000-1001     | ausgeschieden | ausgeschieden | ausgeschieden             | ausgeschieden             | ausgeschieden | ausgeschieden | ausgeschieden         | ausgeschieden         | ausgeschieden | ausgeschieden | ausgeschieden |
| Stanislaw Bondarenko | Klasse über 100 kg | Matjaž Ceraj   | 0002-0021 | ausgeschieden                | ausgeschieden | ausgeschieden | ausgeschieden | ausgeschieden             | ausgeschieden             | ausgeschieden | ausgeschieden | ausgeschieden         | ausgeschieden         | ausgeschieden | ausgeschieden | ausgeschieden |
| Serhij Drebot        | Klasse bis 66 kg   | Jun-Ho Cho     | 0002-0011 | ausgeschieden                | ausgeschieden | ausgeschieden | ausgeschieden | ausgeschieden             | ausgeschieden             | ausgeschieden | ausgeschieden | ausgeschieden         | ausgeschieden         | ausgeschieden | ausgeschieden | ausgeschieden |
| Roman Hontjuk        | Klasse bis 90 kg   | Tiago Camilo   | 0001-1001 | ausgeschieden                | ausgeschieden | ausgeschieden | ausgeschieden | ausgeschieden             | ausgeschieden             | ausgeschieden | ausgeschieden | ausgeschieden         | ausgeschieden         | ausgeschieden | ausgeschieden | ausgeschieden |
| Wolodymyr Soroka     | Klasse bis 73 kg   | João Pina      | 0102-0011 | Saindschargalyn Njam-Otschir | 0002-0011     | ausgeschieden | ausgeschieden | ausgeschieden             | ausgeschieden             | ausgeschieden | ausgeschieden | ausgeschieden         | ausgeschieden         | ausgeschieden | ausgeschieden | ausgeschieden |
| Artem Wassylenko     | Klasse bis 81 kg   | I. Bosbajew    | 0001-100  | ausgeschieden                | ausgeschieden | ausgeschieden | ausgeschieden | ausgeschieden             | ausgeschieden             | ausgeschieden | ausgeschieden | ausgeschieden         | ausgeschieden         | ausgeschieden | ausgeschieden | 33            |
| Heorhij Santaraja    | Klasse bis 60 kg   | Elio Verde     | 0002-0010 | ausgeschieden                | ausgeschieden | ausgeschieden | ausgeschieden | ausgeschieden             | ausgeschieden             | ausgeschieden | ausgeschieden | ausgeschieden         | ausgeschieden         | ausgeschieden | ausgeschieden | ausgeschieden |

### Kanu

#### Kanurennsport
| Athleten               | Wettbewerb | Vorlauf      | Vorlauf | Halbfinale   | Halbfinale | Finale       | Finale | Rang   |
| Athleten               | Wettbewerb | Zeit         | Rang    | Zeit         | Rang       | Zeit         | Rang   | Rang   |
| ---------------------- | ---------- | ------------ | ------- | ------------ | ---------- | ------------ | ------ | ------ |
| Frauen                 |            |              |         |              |            |              |        |        |
| Inna Osipenko-Radomska | K-1 200 m  | 42,119 s     | 4       | 41,360 s     | 7          | 45,053 s     | 2      | Silber |
| Inna Osipenko-Radomska | K-1 500 m  | 1:52,268 min | 13      | 1:51,515 min | 4          | 1:52,685 min | 2      | Silber |
| Männer                 |            |              |         |              |            |              |        |        |
| Jurij Tscheban         | C-1 200 m  | 41,036 s     | 2       | 40,647 s     | 2          | 42,291 s     | 1      | Gold   |

### Leichtathletik
Laufen und Gehen
| Athleten                                                          | Wettbewerb        | Vorlauf          | Vorlauf | Halbfinale    | Halbfinale    | Finale           | Finale           | Rang             |
| Athleten                                                          | Wettbewerb        | Zeit             | Rang    | Zeit          | Rang          | Zeit             | Rang             | Rang             |
| ----------------------------------------------------------------- | ----------------- | ---------------- | ------- | ------------- | ------------- | ---------------- | ---------------- | ---------------- |
| Frauen                                                            |                   |                  |         |               |               |                  |                  |                  |
| Natalija Pohrebnjak                                               | 100 m             | 11,46 s          | 39      | ausgeschieden | ausgeschieden | ausgeschieden    | ausgeschieden    | ausgeschieden    |
| Olessja Powch                                                     | 100 m             | 11,18 s          | 19      | 11,30 s       | 17            | ausgeschieden    | ausgeschieden    | ausgeschieden    |
| Jelysaweta Bryshina                                               | 200 m             | 22,82 s          | 14      | 22,64 s       | 11            | ausgeschieden    | ausgeschieden    | ausgeschieden    |
| Marija Rjemjen                                                    | 200 m             | 22,58 s          | 3       | 22,62 s       | 9             | ausgeschieden    | ausgeschieden    | ausgeschieden    |
| Chrystyna Stuj                                                    | 200 m             | 22,66 s          | 7       | 22,76 s       | 14            | ausgeschieden    | ausgeschieden    | ausgeschieden    |
| Alina Lohwynenko                                                  | 400 m             | 52,08 s          | 17      | 51,38 s       | 12            | ausgeschieden    | ausgeschieden    | ausgeschieden    |
| Natalija Pyhyda                                                   | 400 m             | 51,09 s          | 9       | 51,41 s       | 14            | ausgeschieden    | ausgeschieden    | ausgeschieden    |
| Julija Krewsun                                                    | 800 m             | nicht angekommen | -       | ausgeschieden | ausgeschieden | ausgeschieden    | ausgeschieden    | ausgeschieden    |
| Natalija Lupu                                                     | 800 m             | 2:08,35 min      | 25      | 2:01,63 min   | 18            | ausgeschieden    | ausgeschieden    | ausgeschieden    |
| Hanna Mischtschenko                                               | 1500 m            | 4:13,63 min      | 28      | ausgeschieden | ausgeschieden | ausgeschieden    | ausgeschieden    | ausgeschieden    |
| Anschelika Schewtschenko                                          | 1500 m            | 4:12,97 min      | 24      | ausgeschieden | ausgeschieden | ausgeschieden    | ausgeschieden    | 24               |
| Ljudmyla Kowalenko                                                | 5000 m            | 15:18,60 min     | 24      | ausgeschieden | ausgeschieden | ausgeschieden    | ausgeschieden    | 24               |
| Olha Skrypak                                                      | 10.000 m          | -                | -       | -             | -             | 32:14,59 min     | 20               | 20               |
| Olena Burkowska                                                   | Marathon          | -                | -       | -             | -             | 2:33:26 h        | 48               | 48               |
| Tetjana Filonjuk                                                  | Marathon          | -                | -       | -             | -             | nicht angekommen | nicht angekommen | nicht angekommen |
| Tetjana Hamera-Schmyrko                                           | Marathon          | -                | -       | -             | -             | 2:24:32 h        | 5                | 5                |
| Nadija Borowska                                                   | 20 km Gehen       | -                | -       | -             | -             | 1:30:03 h        | 16               | 16               |
| Olena Schumkina                                                   | 20 km Gehen       | -                | -       | -             | -             | 1:36:42 h        | 50               | 50               |
| Olha Jakowenko                                                    | 20 km Gehen       | -                | -       | -             | -             | 1:32:07 h        | 27               | 27               |
| Hanna Titimez                                                     | 400 m Hürden      | 55,08 s          | 11      | 55,10 s       | 9             | ausgeschieden    | ausgeschieden    | ausgeschieden    |
| Hanna Jaroschtschuk                                               | 400 m Hürden      | 54,81 s          | 9       | 55,51 s       | 12            | ausgeschieden    | ausgeschieden    | ausgeschieden    |
| Switlana Schmidt                                                  | 3000 m Hindernis  | 10:01,09 min     | 39      | ausgeschieden | ausgeschieden | ausgeschieden    | ausgeschieden    | 39               |
| Walentyna Schudina                                                | 3000 m Hindernis  | 9:37:90 h        | 22      | ausgeschieden | ausgeschieden | ausgeschieden    | ausgeschieden    | 22               |
| Olessja Powch Chrystyna Stuj Marija Rjemjen Jelysaweta Bryshina   | 4 × 100-m-Staffel | 42,36 s          | 3       | -             | -             | 42,04 s          | 3                | Bronze           |
| Alina Lohwynenko Olha Semljak Hanna Jaroschtschuk Natalija Pyhyda | 4 × 400-m-Staffel | 3:25,90 min      | 5       | -             | -             | 3:23,57 min      | 4                | 4                |
| Männer                                                            |                   |                  |         |               |               |                  |                  |                  |
| Serhij Smelyk                                                     | 200 m             | 20,65 s          | 22      | ausgeschieden | ausgeschieden | ausgeschieden    | ausgeschieden    | ausgeschieden    |
| Witalij Butrym                                                    | 400 m             | 47,62 s          | 42      | ausgeschieden | ausgeschieden | ausgeschieden    | ausgeschieden    | ausgeschieden    |
| Serhij Lebid                                                      | 5000 m            | 13:53,15 min     | 36      | ausgeschieden | ausgeschieden | ausgeschieden    | ausgeschieden    | ausgeschieden    |
| Mykola Labowskyj                                                  | 10.000 m          | -                | -       | -             | -             | 29:32,12 min     | 26               | 26               |
| Iwan Babaryka                                                     | Marathon          | -                | -       | -             | -             | 2:21:52 h        | 59               | 59               |
| Witalij Schafar                                                   | Marathon          | -                | -       | -             | -             | 2:16:36 h        | 29               | 29               |
| Oleksandr Sitkowskyj                                              | Marathon          | -                | -       | -             | -             | 2:12:56 h        | 12               | 12               |
| Ruslan Dmytrenko                                                  | 20 km Gehen       | -                | -       | -             | -             | 1:23:21 h        | 30               | 30               |
| Nasar Kowalenko                                                   | 20 km Gehen       | -                | -       | -             | -             | 1:22:54 h        | 27               | 27               |
| Iwan Lossew                                                       | 20 km Gehen       | -                | -       | -             | -             | 1:26:50 h        | 47               | 47               |
| Serhij Budsa                                                      | 50 km Gehen       | -                | -       | -             | -             | 3:56:35 h        | 35               | 35               |
| Ihor Hlawan                                                       | 50 km Gehen       | -                | -       | -             | -             | 3:48:07 h        | 19               | 19               |
| Oleksij Kasanin                                                   | 50 km Gehen       | -                | -       | -             | -             | disqualifiziert  | disqualifiziert  | disqualifiziert  |
| Stanislaw Melnykow                                                | 400 m Hürden      | 50,13 s          | 28      | 50,19 s       | 19            | ausgeschieden    | ausgeschieden    | 19               |
| Wadym Slobodenjuk                                                 | 3000 m Hindernis  | 8:23,35 min      | 15      | ausgeschieden | ausgeschieden | ausgeschieden    | ausgeschieden    | 15               |

 Springen und Werfen 
| Athleten                  | Wettbewerb     | Qualifikation         | Qualifikation         | Finale                | Finale                | Rang                  |
| Athleten                  | Wettbewerb     | Weite/Höhe            | Rang                  | Weite/Höhe            | Rang                  | Rang                  |
| ------------------------- | -------------- | --------------------- | --------------------- | --------------------- | --------------------- | --------------------- |
| Frauen                    |                |                       |                       |                       |                       |                       |
| Olena Choloscha           | Hochsprung     | 1,90 m                | 15                    | ausgeschieden         | ausgeschieden         | 15                    |
| Wita Stjopina             | Hochsprung     | 1,80 m                | 34                    | ausgeschieden         | ausgeschieden         | 34                    |
| Natalja Kuschtsch-Masuryk | Stabhochsprung | 4,25 m                | 26                    | ausgeschieden         | ausgeschieden         | 26                    |
| Hanna Schelech            | Stabhochsprung | 4,10 m                | 33                    | ausgeschieden         | ausgeschieden         | 33                    |
| Wiktorija Rybalko         | Weitsprung     | 6,29 m                | 20                    | ausgeschieden         | ausgeschieden         | 20                    |
| Marharyta Twerdochlib     | Weitsprung     | 6,19 m                | 26                    | ausgeschieden         | ausgeschieden         | 26                    |
| Hanna Demydowa            | Dreisprung     | 13,97 m               | 15                    | ausgeschieden         | ausgeschieden         | 15                    |
| Hanna Knjasjewa           | Dreisprung     | 14,33 m               | 6                     | 14,56 m               | 4                     | 4                     |
| Olha Saladucha            | Dreisprung     | 14,35 m               | 5                     | 14,79 m               | 3                     | Bronze                |
| Kateryna Karsak           | Diskuswerfen   | 58,64 m               | 28                    | ausgeschieden         | ausgeschieden         | 28                    |
| Natalija Semenowa         | Diskuswerfen   | 60,61 m               | 18                    | ausgeschieden         | ausgeschieden         | 18                    |
| Iryna Nowoschylowa        | Hammerwerfen   | 65,35 m               | 33                    | ausgeschieden         | ausgeschieden         | 33\|-                 |
| Hanna Skydan              | Hammerwerfen   | 68,50 m               | 19                    | ausgeschieden         | ausgeschieden         | 19                    |
| Marharyta Doroschon       | Speerwerfen    | 56,74 m               | 28                    | ausgeschieden         | ausgeschieden         | 28                    |
| Hanna Hazko               | Speerwerfen    | 58,37 m               | 22                    | ausgeschieden         | ausgeschieden         | 23                    |
| Wera Rebryk               | Speerwerfen    | 58,97 m               | 19                    | ausgeschieden         | ausgeschieden         | 19                    |
| Männer                    |                |                       |                       |                       |                       |                       |
| Bohdan Bondarenko         | Hochsprung     | 2,26 m                | 8                     | 2,29 m                | 7                     | 7                     |
| Dmytro Demjanjuk          | Hochsprung     | 2,21 m                | 16                    | ausgeschieden         | ausgeschieden         | 16                    |
| Andrij Prozenko           | Hochsprung     | 2,29 m                | 5                     | 2,25 m                | 9                     | 9                     |
| Maksym Masuryk            | Stabhochsprung | 5,35 m                | 18                    | ausgeschieden         | ausgeschieden         | 18                    |
| Denys Jurtschenko         | Stabhochsprung | kein gültiger Versuch | kein gültiger Versuch | kein gültiger Versuch | kein gültiger Versuch | kein gültiger Versuch |
| Wiktor Kusnjezow          | Weitsprung     | 7,50 m                | 31                    | ausgeschieden         | ausgeschieden         | 31                    |
| Scheryf El-Scheryf        | Dreisprung     | 16,60 m               | 13                    | ausgeschieden         | ausgeschieden         | 13                    |
| Andrij Semenow            | Kugelstoßen    | kein gültiger Versuch | kein gültiger Versuch | kein gültiger Versuch | kein gültiger Versuch | kein gültiger Versuch |
| Mykyta Nesterenko         | Diskuswerfen   | 59,17 m               | 34                    | ausgeschieden         | ausgeschieden         | 34                    |
| Oleksandr Dryhol          | Hammerwerfen   | 69,57 m               | 34                    | ausgeschieden         | ausgeschieden         | 34                    |
| Artem Rubanko             | Hammerwerfen   | kein gültiger Versuch | kein gültiger Versuch | kein gültiger Versuch | kein gültiger Versuch | kein gültiger Versuch |
| Oleksij Sokyrskyj         | Hammerwerfen   | 77,65 m               | 4                     | 78,25 m               | 4                     | 4                     |
| Roman Awramenko           | Speerwerfen    | 80,06 m               | 14                    | ausgeschieden         | ausgeschieden         | 14                    |
| Oleksandr Pjatnyzja       | Speerwerfen    | 82,72 m               | 4                     | 84,51 m               | 2                     | DSQ (Doping)          |

 Mehrkampf 
| Athletinnen         | 100 m Hürden | 100 m Hürden | Hochsprung | Hochsprung | Kugelstoßen | Kugelstoßen | 200 m   | 200 m  | Weitsprung | Weitsprung | Speerwerfen   | Speerwerfen   | 800 m         | 800 m         | Punkte        | Rang          |
| Athletinnen         | Zeit         | Punkte       | Höhe       | Punkte     | Weite       | Punkte      | Zeit    | Punkte | Weite      | Punkte     | Weite         | Punkte        | Zeit          | Punkte        | Punkte        | Rang          |
| ------------------- | ------------ | ------------ | ---------- | ---------- | ----------- | ----------- | ------- | ------ | ---------- | ---------- | ------------- | ------------- | ------------- | ------------- | ------------- | ------------- |
| Siebenkampf Frauen  |              |              |            |            |             |             |         |        |            |            |               |               |               |               |               |               |
| Natalija Dobrynska  | 13,57 s      | 1040         | 1,83 m     | 1016       | 15,05 m     | 864         | 24,69 s | 915    | 3,70 m     | 242        | ausgeschieden | ausgeschieden | ausgeschieden | ausgeschieden | ausgeschieden | ausgeschieden |
| Hanna Melnytschenko | 13,32 s      | 1077         | 1,80 m     | 978        | 12,96 m     | 725         | 24,09 s | 972    | 6,40 m     | 975        | 43,86 m       | 742           | 2:12,90 min   | 923           | 6392          | 10            |
| Ljudmyla Jossypenko | 13,25 s      | 1087         | 1,83 m     | 1016       | 13,90 m     | 787         | 23,68 s | 1012   | 6,31 m     | 946        | 49,63 m       | 853           | 2:13,28 min   | 917           | 6618          | 4             |

| Athleten         | 100 m   | 100 m | Weitsprung | Weitsprung | Kugelstoßen | Kugelstoßen | Hochsprung | Hochsprung | 400 m   | 400 m | 110 m Hürden | 110 m Hürden | Diskuswerfen | Diskuswerfen | Stabhochsprung | Stabhochsprung | Speerwerfen | Speerwerfen | 1500 m      | 1500 m | Punkte | Rang |
| Athleten         | Zeit    | Pkte. | Weite      | Pkte.      | Weite       | Pkte.       | Höhe       | Pkte.      | Zeit    | Pkte. | Zeit         | Pkte.        | Weite        | Pkte.        | Höhe           | Pkte.          | Weite       | Pkte.       | Zeit        | Pkte.  | Punkte | Rang |
| ---------------- | ------- | ----- | ---------- | ---------- | ----------- | ----------- | ---------- | ---------- | ------- | ----- | ------------ | ------------ | ------------ | ------------ | -------------- | -------------- | ----------- | ----------- | ----------- | ------ | ------ | ---- |
| Zehnkampf Männer |         |       |            |            |             |             |            |            |         |       |              |              |              |              |                |                |             |             |             |        |        |      |
| Oleksij Kasjanow | 10,56 s | 961   | 7,55 m     | 947        | 14,45 m     | 756         | 1,99 m     | 794        | 48,44 s | 888   | 14,09 s      | 963          | 46,72 m      | 802          | 4,60 m         | 790            | 54,87 m     | 661         | 4:33,68 min | 721    | 8283   | 7    |

### Moderner Fünfkampf
| Athleten                | Fechten | Fechten | Schwimmen   | Schwimmen | Reiten        | Reiten | Combined     | Combined | Punkte | Rang |
| Athleten                | Bilanz  | Punkte  | Zeit        | Punkte    | Zeit          | Punkte | Zeit         | Punkte   | Punkte | Rang |
| ----------------------- | ------- | ------- | ----------- | --------- | ------------- | ------ | ------------ | -------- | ------ | ---- |
| Frauen                  |         |         |             |           |               |        |              |          |        |      |
| Iryna Chochlowa         | 18:17   | 832     | 2:16,22 min | 1168      | 72,90 s       | 1200   | 12:32,44 min | 1992     | 5192   | 10   |
| Wiktorija Tereschtschuk | 14:21   | 736     | 2:16,07 min | 1168      | 88,64 s       | 1068   | 12:24,64 min | 2024     | 4996   | 23   |
| Männer                  |         |         |             |           |               |        |              |          |        |      |
| Dmytro Kirpuljanskyj    | 17:18   | 808     | 2:04,83 min | 1304      | nicht beendet | 340    | 11:18,80 min | 2288     | 4740   | 35   |
| Pawlo Tymoschtschenko   | 13:22   | 712     | 2:08,15 min | 1264      | 69,63 s       | 1140   | 10:48,37 min | 2408     | 5524   | 23   |

### Radsport

#### Bahn
| Athleten                                                   | Wettbewerb            | Qualifikation                | Qualifikation                | Finals               | Finals               | Rang |
| Athleten                                                   | Wettbewerb            | Zeit                         | Rang                         | Zeit                 | Rang                 | Rang |
| ---------------------------------------------------------- | --------------------- | ---------------------------- | ---------------------------- | -------------------- | -------------------- | ---- |
| Frauen                                                     |                       |                              |                              |                      |                      |      |
| Jelysaweta Botschkarjowa Switlana Haljuk Lessja Kalytowska | Mannschaftsverfolgung | 3:25,160 min                 | 9                            | ausgeschieden        | ausgeschieden        | 9    |
| Ljubow Schulika Olena Zjos                                 | Teamsprint            | 33,708 s 33,620 s            | 7 4                          | 33,491 s             | 4                    | 4    |
| Ljubow Schulika                                            | Sprint                | 11,319 s                     | 10                           | Platzierung 5 – 8: 7 | Platzierung 5 – 8: 7 | 7    |
| Ljubow Schulika                                            | Keirin                | 1. Runde: 5 Hoffnungslauf: 4 | 1. Runde: 5 Hoffnungslauf: 4 | ausgeschieden        | ausgeschieden        | 13   |

#### Straße
| Athleten        | Wettbewerb    | Zeit      | Rang                     |
| --------------- | ------------- | --------- | ------------------------ |
| Frauen          |               |           |                          |
| Alona Andruk    | Straßenrennen | –         | außerhalb des Zeitlimits |
| Männer          |               |           |                          |
| Andrij Hrywko   | Straßenrennen | 5:46:05 h | 17                       |
| Dmytryj Krywzow | Straßenrennen | 5:46:37 h | 66                       |

#### Mountainbike
| Athleten       | Wettbewerb    | Zeit      | Rang |
| -------------- | ------------- | --------- | ---- |
| Frauen         |               |           |      |
| Jana Belomoina | Cross-Country | 1:35:46 h | 13   |
| Männer         |               |           |      |
| Serhij Rysenko | Cross-Country | 1:37:32 h | 31   |

### Reiten
| Dressur                        |            |            |                    |                    |                    |      |
| Athleten                       | Wettbewerb | Prozent    | Prozent            | Prozent            | Prozent            | Rang |
| Athleten                       | Wettbewerb | Grand Prix | GP Spécial         | Durchschnitt       | GP Kür             | Rang |
| Switlana Kysseljowa mit Parish | Einzel     | 66.763     | nicht qualifiziert | nicht qualifiziert | nicht qualifiziert | 46   |

| Springen |            |                  |                    |                    |                    |                    |      |
| Athleten | Wettbewerb | Strafpunkte      | Strafpunkte        | Strafpunkte        | Strafpunkte        | Strafpunkte        | Rang |
| Athleten | Wettbewerb | 1. Qualifikation | Nationenpreis      | Nationenpreis      | Einzelfinale       | Einzelfinale       | Rang |
| Athleten | Wettbewerb | 1. Qualifikation | 1. Umlauf          | 2. Umlauf          | 1. Umlauf          | 2. Umlauf          | Rang |
| Björn Nagel mit Niack De L'Abbaye | Einzel     | 4                | 4                  | 13                 | nicht qualifiziert | nicht qualifiziert | 41   |
| Katharina Offel mit Vivant | Einzel     | 4                | 12                 | nicht qualifiziert | nicht qualifiziert | nicht qualifiziert | 58   |
| Oleksandr Onyschtschenko mit Comte D'Arsouilles                                                                                             | Einzel     | 18               | nicht qualifiziert | nicht qualifiziert | nicht qualifiziert | nicht qualifiziert | 70   |
| Cassio Rivetti mit Temple Road | Einzel     | 0                | 5                  | 12                 | 5                  | 4                  | 12   |
| Bjorn Nagel mit Niack De L'Abbaye Katharina Offel mit Vivant Oleksandr Onischtschenko mit Comte D'Arsouilles Cassio Rivetti mit Temple Road | Mannschaft | 8                | 21                 | nicht qualifiziert | –                  | –                  | 14   |

### Ringen
| Athleten                         | Wettbewerb        | 1. Runde          | 1. Runde | Achtelfinale         | Achtelfinale  | Viertelfinale                   | Viertelfinale | Halbfinale                | Halbfinale    | Hoffnungsrunde Viertelfinale | Hoffnungsrunde Viertelfinale | Hoffnungsrunde Halbfinale | Hoffnungsrunde Halbfinale | Hoffnungsrunde Finale       | Hoffnungsrunde Finale | Finale               | Finale        | Rang          |
| Athleten                         | Wettbewerb        | Gegner            | Ergebnis | Gegner               | Ergebnis      | Gegner                          | Ergebnis      | Gegner                    | Ergebnis      | Gegner                       | Ergebnis                     | Gegner                    | Ergebnis                  | Gegner                      | Ergebnis              | Gegner               | Ergebnis      | Rang          |
| -------------------------------- | ----------------- | ----------------- | -------- | -------------------- | ------------- | ------------------------------- | ------------- | ------------------------- | ------------- | ---------------------------- | ---------------------------- | ------------------------- | ------------------------- | --------------------------- | --------------------- | -------------------- | ------------- | ------------- |
| Freistil Frauen                  |                   |                   |          |                      |               |                                 |               |                           |               |                              |                              |                           |                           |                             |                       |                      |               |               |
| Kateryna Burmistrowa             | Klasse bis 72 kg  | -                 | -        | N. Worobjowa         | 0:3           | ausgeschieden                   | ausgeschieden | ausgeschieden             | ausgeschieden | ausgeschieden                | ausgeschieden                | ausgeschieden             | ausgeschieden             | ausgeschieden               | ausgeschieden         | ausgeschieden        | ausgeschieden | ausgeschieden |
| Tetjana Lasarewa                 | Klasse bis 55 kg  | -                 | -        | Rabab Eid Sayed Awad | 5:0           | Tonya Lynn Verbeek              | 0:3           | ausgeschieden             | ausgeschieden | ausgeschieden                | ausgeschieden                | Geeta Geeta               | 3:0                       | Jackeline Renteria Castillo | 1:3                   | ausgeschieden        | ausgeschieden | 4             |
| Irini Merleni                    | Klasse bis 48 kg  | -                 | -        | Kim Hyung-joo        | 3:1           | Mayelis Yesenia Caripa Castillo | 5:0           | Mariya Stadnik            | 0:3           | -                            | -                            | -                         | -                         | Clarissa Chun               | 0:3                   | ausgeschieden        | ausgeschieden | 4             |
| Julija Ostaptschuk               | Klasse bis 63 kg  | Jelena Schalygina | 5:0      | Marianna Sastin      | 3:0           | Ljubow Wolossowa                | 1:3           | ausgeschieden             | ausgeschieden | ausgeschieden                | ausgeschieden                | ausgeschieden             | ausgeschieden             | ausgeschieden               | ausgeschieden         | ausgeschieden        | ausgeschieden | ausgeschieden |
| Freistil Männer                  |                   |                   |          |                      |               |                                 |               |                           |               |                              |                              |                           |                           |                             |                       |                      |               |               |
| Ibragim Aldatov                  | Klasse bis 84 kg  | Zaurbek Soxiyev   | 3:1      | Ansor Urischew       | 1:3           | ausgeschieden                   | ausgeschieden | ausgeschieden             | ausgeschieden | ausgeschieden                | ausgeschieden                | ausgeschieden             | ausgeschieden             | ausgeschieden               | ausgeschieden         | ausgeschieden        | ausgeschieden | ausgeschieden |
| Walerij Andrijzew                | Klasse bis 96 kg  | -                 | -        | Rustam Iskandari     | 3:1           | Xetaq Qazyumov                  | 3:1           | Reza Mohammad Ali Yazdani | 5:0           | -                            | -                            | -                         | -                         | -                           | -                     | Jacob Stephen Varner | 0:3           | Silber        |
| Wassyl Fedoryschyn               | Klasse bis 60 kg  | -                 | -        | Malchas Sarkua       | 0:3           | ausgeschieden                   | ausgeschieden | ausgeschieden             | ausgeschieden | ausgeschieden                | ausgeschieden                | ausgeschieden             | ausgeschieden             | ausgeschieden               | ausgeschieden         | ausgeschieden        | ausgeschieden | ausgeschieden |
| Oleksandr Chozjaniwskyj          | Klasse bis 120 kg | Taha Akgül        | 0:3      | ausgeschieden        | ausgeschieden | ausgeschieden                   | ausgeschieden | ausgeschieden             | ausgeschieden | ausgeschieden                | ausgeschieden                | ausgeschieden             | ausgeschieden             | ausgeschieden               | ausgeschieden         | ausgeschieden        | ausgeschieden | ausgeschieden |
| Andrij Kwjatkowskyj              | Klasse bis 66 kg  | -                 | -        | A. Tangatarow        | 1:3           | ausgeschieden                   | ausgeschieden | ausgeschieden             | ausgeschieden | ausgeschieden                | ausgeschieden                | ausgeschieden             | ausgeschieden             | ausgeschieden               | ausgeschieden         | ausgeschieden        | ausgeschieden | 13            |
| griechisch-römischer Stil Männer |                   |                   |          |                      |               |                                 |               |                           |               |                              |                              |                           |                           |                             |                       |                      |               |               |
| Lenur Temirow                    | Klasse bis 60 kg  | A. Kebispajew     | 0:3      | ausgeschieden        | ausgeschieden | ausgeschieden                   | ausgeschieden | ausgeschieden             | ausgeschieden | ausgeschieden                | ausgeschieden                | ausgeschieden             | ausgeschieden             | ausgeschieden               | ausgeschieden         | ausgeschieden        | ausgeschieden | 18            |
| Wugar Ragimow                    | Klasse bis 55 kg  | Li Shujin         | 1:3      | ausgeschieden        | ausgeschieden | ausgeschieden                   | ausgeschieden | ausgeschieden             | ausgeschieden | ausgeschieden                | ausgeschieden                | ausgeschieden             | ausgeschieden             | ausgeschieden               | ausgeschieden         | ausgeschieden        | ausgeschieden | ausgeschieden |
| Wassyl Ratschyba                 | Klasse bis 84 kg  | -                 | -        | Haikel Achouri       | 3:0           | Wladimer Gegeschidse            | 1:3           | ausgeschieden             | ausgeschieden | ausgeschieden                | ausgeschieden                | ausgeschieden             | ausgeschieden             | ausgeschieden               | ausgeschieden         | ausgeschieden        | ausgeschieden | ausgeschieden |
| Jewhen Orlow                     | Klasse bis 120 kg | -                 | -        | Rıza Kayaalp         | 0:3           | ausgeschieden                   | ausgeschieden | ausgeschieden             | ausgeschieden | ausgeschieden                | ausgeschieden                | ausgeschieden             | ausgeschieden             | ausgeschieden               | ausgeschieden         | ausgeschieden        | ausgeschieden | ausgeschieden |

### Rudern
| Athleten | Wettbewerb   | Vorlauf     | Vorlauf | Vorlauf        | Hoffnungslauf | Hoffnungslauf | Hoffnungslauf  | Viertelfinale | Viertelfinale | Viertelfinale | Halbfinale  | Halbfinale | Halbfinale    | Finale      | Finale | Rang |
| Athleten | Wettbewerb   | Zeit        | Rang    | Qualifikation  | Zeit          | Rang          | Qualifikation  | Zeit          | Rang          | Qualifikation | Zeit        | Rang       | Qualifikation | Zeit        | Rang   | Rang |
| --- | ------------ | ----------- | ------- | -------------- | ------------- | ------------- | -------------- | ------------- | ------------- | ------------- | ----------- | ---------- | ------------- | ----------- | ------ | ---- |
| Frauen |              |             |         |                |               |               |                |               |               |               |             |            |               |             |        |      |
| Olena Burjak Hanna Krawtschenko | Doppelzweier | 7:09,40 min | 10      | Hoffnungslauf  | 7:23,02 min   | 6             | Finale B       | -             | -             | -             | -           | -          | -             | 7:36,65 min | 10     | 10   |
| Jana Dementjewa Natalija Dowhodko Anastassija Koschenkowa Kateryna Tarassenko                                                                  | Doppelvierer | 6:14,82 min | 2       | Final A        | -             | -             | -              | -             | -             | -             | -           | -          | -             | 6:35,93 min | 1      | Gold |
| Männer |              |             |         |                |               |               |                |               |               |               |             |            |               |             |        |      |
| Serhij Tschykanow Wiktor Hrebennykow Anton Choljasnykow Walentin Klezkoi Olexander Konowaljuk Oleh Lykow Artem Moros Andrij Pryweda Iwan Tymko | Achter       | 5:38,02 min | 8       | Hoffnungslauf  | 5:42,19 min   | 6             | Finale B       | -             | -             | -             | -           | -          | -             | 6:07,33 min | 8      | 8    |
| Iwan Dowhodko Serhij Hryn Wolodymyr Pawlowskyj Kostjantyn Saizew                                                                               | Doppelvierer | 5:43,46 min | 8       | Halbfinale A/B | -             | -             | -              | -             | -             | -             | 6:16,23 min | 10         | Finale B      | 6:01,23 min | 9      | 9    |
| Dmytro Michai Artem Morosow | Doppelzweier | 6:49,70 min | 12      | Hoffnungslauf  | 6:30,19 min   | 2             | Halbfinale A/B | -             | -             | -             | 6:36,52 min | 11         | Finale B      | 6:31,51 min | 5      | 11   |

### Schießen
| Athleten          | Wettbewerb                                     | Qualifikation   | Qualifikation | Finale          | Finale        | Ringe/ Scheiben | Rang   |
| Athleten          | Wettbewerb                                     | Ringe/ Scheiben | Rang          | Ringe/ Scheiben | Rang          | Ringe/ Scheiben | Rang   |
| ----------------- | ---------------------------------------------- | --------------- | ------------- | --------------- | ------------- | --------------- | ------ |
| Frauen            |                                                |                 |               |                 |               |                 |        |
| Olena Kostewytsch | Luftpistole 10 m                               | 387             | 2             | 99,6            | 3             | 486,6           | Bronze |
| Olena Kostewytsch | Sportpistole 25 m                              | 585             | 5             | 203,6           | 3             | 788,6           | Bronze |
| Darija Scharipowa | Luftgewehr 10 m                                | 395             | 13            | ausgeschieden   | ausgeschieden | 395             | 13     |
| Darija Scharipowa | Kleinkalibergewehr Dreistellungskampf 50 Meter | 573             | 38            | ausgeschieden   | ausgeschieden | 573             | 38     |
| Darja Tychowa     | Luftgewehr 10 m                                | 394             | 23            | ausgeschieden   | ausgeschieden | 394             | 23     |
| Darja Tychowa     | Kleinkalibergewehr Dreistellungskampf 50 Meter | 577             | 26            | ausgeschieden   | ausgeschieden | 577             | 26     |
| Männer            |                                                |                 |               |                 |               |                 |        |
| Artur Ajwasjan    | Luftgewehr 10 m                                | 593             | 19            | ausgeschieden   | ausgeschieden | 593             | 19     |
| Artur Ajwasjan    | Kleinkalibergewehr liegend 50 Meter            | 593             | 21            | ausgeschieden   | ausgeschieden | 593             | 21     |
| Artur Ajwasjan    | Kleinkalibergewehr Dreistellungskampf 50 Meter | 1168            | 10            | ausgeschieden   | ausgeschieden | 1168            | 10     |
| Roman Bondaruk    | Schnellfeuerpistole 25 Meter                   | 579             | 12            | ausgeschieden   | ausgeschieden | 579             | 12     |
| Serhij Kulisch    | Luftgewehr 10 m                                | 593             | 18            | ausgeschieden   | ausgeschieden | 593             | 18     |
| Serhij Kulisch    | Kleinkalibergewehr liegend 50 Meter            | 583             | 49            | ausgeschieden   | ausgeschieden | 583             | 49     |
| Serhij Kulisch    | Kleinkalibergewehr Dreistellungskampf 50 Meter | 1166            | 14            | ausgeschieden   | ausgeschieden | 1166            | 14     |
| Denys Kuschnirow  | Luftpistole 10 m                               | 577             | 19            | ausgeschieden   | ausgeschieden | 577             | 19     |
| Oleh Omeltschuk   | Luftpistole 10 m                               | 583             | 6             | 100,6           | 2             | 683,6           | 5      |
| Oleh Omeltschuk   | Freie Pistole 50 m                             | 548             | 29            | ausgeschieden   | ausgeschieden | 548             | 29     |

### Schwimmen
| Athleten                                                  | Wettbewerb                 | Vorlauf      | Vorlauf | Halbfinale    | Halbfinale    | Finale        | Finale        | Rang          |
| Athleten                                                  | Wettbewerb                 | Zeit         | Rang    | Zeit          | Rang          | Zeit          | Rang          | Rang          |
| --------------------------------------------------------- | -------------------------- | ------------ | ------- | ------------- | ------------- | ------------- | ------------- | ------------- |
| Frauen                                                    |                            |              |         |               |               |               |               |               |
| Olha Beresnjewa                                           | 10 km Marathon             | –            | –       | –             | –             | 1:58:44,4 h   | 7             | 7             |
| Hanna Dserkal                                             | 200 m Brust                | 2:27,09 min  | 17      | ausgeschieden | ausgeschieden | ausgeschieden | ausgeschieden | ausgeschieden |
| Hanna Dserkal                                             | 200 m Lagen                | 2:14,55 min  | 18      | ausgeschieden | ausgeschieden | ausgeschieden | ausgeschieden | ausgeschieden |
| Hanna Dserkal                                             | 400 m Lagen                | 4:48,19 min  | 26      | ausgeschieden | ausgeschieden | ausgeschieden | ausgeschieden | ausgeschieden |
| Hanna Dserkal Iryna Glavnyk Darja Stepanjuk Daryna Sewina | 4 × 200-m-Freistil-Staffel | 8:12,67 min  | 15      | ausgeschieden | ausgeschieden | ausgeschieden | ausgeschieden | ausgeschieden |
| Mariia Liver                                              | 100 m Brust                | 1:11,23 min  | 37      | ausgeschieden | ausgeschieden | ausgeschieden | ausgeschieden | ausgeschieden |
| Darja Stepanjuk                                           | 50 m Freistil              | 25,70 s      | 33      | ausgeschieden | ausgeschieden | ausgeschieden | ausgeschieden | ausgeschieden |
| Daryna Sewina                                             | 100 m Rücken               | 1:00,57 min  | 18      | ausgeschieden | ausgeschieden | ausgeschieden | ausgeschieden | ausgeschieden |
| Daryna Sewina                                             | 200 m Rücken               | 2:09,40 min  | 9       | 2:09,70 min   | 12            | ausgeschieden | ausgeschieden | ausgeschieden |
| Männer                                                    |                            |              |         |               |               |               |               |               |
| Ihor Boryssyk                                             | 200 m Brust                | 2:12,61 min  | 22      | ausgeschieden | ausgeschieden | ausgeschieden | ausgeschieden | ausgeschieden |
| Ihor Tscherwynskyj                                        | 10 km Marathon             | –            | –       | –             | –             | 1:50:56,9 h   | 14            | 14            |
| Illya Chuyev                                              | 200 m Schmetterling        | 1:59,65 min  | 28      | ausgeschieden | ausgeschieden | ausgeschieden | ausgeschieden | ausgeschieden |
| Walerij Dymo                                              | 100 m Brust                | 1:01,27 min  | 23      | ausgeschieden | ausgeschieden | ausgeschieden | ausgeschieden | ausgeschieden |
| Serhij Frolow                                             | 400 m Freistil             | 3:50,63 min  | 17      | ausgeschieden | ausgeschieden | ausgeschieden | ausgeschieden | ausgeschieden |
| Serhij Frolow                                             | 1500 m Freistil            | 14:59,19 min | 10      | ausgeschieden | ausgeschieden | ausgeschieden | ausgeschieden | ausgeschieden |
| Andrij Howorow                                            | 50 m Freistil              | 22,09 s      | 7       | 22,12 s       | 14            | ausgeschieden | ausgeschieden | ausgeschieden |
| Oleksandr Issakow                                         | 100 m Rücken               | 55,43 s      | 35      | ausgeschieden | ausgeschieden | ausgeschieden | ausgeschieden | ausgeschieden |
| Oleksandr Issakow                                         | 200 m Rücken               | 2:00,78 min  | 30      | ausgeschieden | ausgeschieden | ausgeschieden | ausgeschieden | ausgeschieden |
| Maksym Schemberew                                         | 200 m Lagen                | 2:03,40 min  | 33      | ausgeschieden | ausgeschieden | ausgeschieden | ausgeschieden | ausgeschieden |
| Maksym Schemberew                                         | 400 m Lagen                | 4:16,63 min  | 15      | ausgeschieden | ausgeschieden | ausgeschieden | ausgeschieden | ausgeschieden |

### Segeln
Fleet Race
| Athleten            | Wettbewerb      | Qualifikation | Qualifikation | Medal Race    | Medal Race    | Punkte | Rang |
| Athleten            | Wettbewerb      | Punkte        | Rang          | Punkte        | Rang          | Punkte | Rang |
| ------------------- | --------------- | ------------- | ------------- | ------------- | ------------- | ------ | ---- |
| Frauen              |                 |               |               |               |               |        |      |
| Olha Masliwez       | Windsurfen RS:X | 44            | 6             | 4             | 2             | 48     | 4    |
| Männer              |                 |               |               |               |               |        |      |
| Oleksij Boryssow    | Finn Dinghy     | 160,6         | 19            | ausgeschieden | ausgeschieden | 160,6  | 19   |
| Walerij Kudrjaschow | Laser           | 341           | 44            | ausgeschieden | ausgeschieden | 341    | 44   |
| Maksym Oberemko     | Windsurfen RS:X | 181           | 23            | ausgeschieden | ausgeschieden | 181    | 23   |

### Synchronschwimmen
| Athletinnen                     | Wettbewerb | Qualifikation     | Qualifikation     | Qualifikation  | Qualifikation  | Qualifikation | Qualifikation | Finale         | Finale         | Finale           | Finale           |
| Athletinnen                     | Wettbewerb | Technische Kür TK | Technische Kür TK | Freie Kür FK-Q | Freie Kür FK-Q | Gesamt        | Gesamt        | Freie Kür FK-F | Freie Kür FK-F | Gesamt TK + FK-F | Gesamt TK + FK-F |
| Athletinnen                     | Wettbewerb | Punkte            | Rang              | Punkte         | Rang           | Punkte        | Rang          | Punkte         | Rang           | Punkte           | Rang             |
| ------------------------------- | ---------- | ----------------- | ----------------- | -------------- | -------------- | ------------- | ------------- | -------------- | -------------- | ---------------- | ---------------- |
| Frauen                          |            |                   |                   |                |                |               |               |                |                |                  |                  |
| Darja Juschko Ksenija Sydorenko | Duett      | 92,200            | 6                 | 92,140         | 6              | 184,340       | 6             | 92,670         | 6              | 184,870          | 6                |

### Taekwondo
| Athleten          | Wettbewerb        | Achtelfinale   | Achtelfinale | Viertelfinale     | Viertelfinale | Halbfinale    | Halbfinale    | Hoffnungsrunde Halbfinale | Hoffnungsrunde Halbfinale | Hoffnungsrunde Finale | Hoffnungsrunde Finale | Finale        | Finale        | Rang          |
| Athleten          | Wettbewerb        | Gegner         | Ergebnis     | Gegner            | Ergebnis      | Gegner        | Ergebnis      | Gegner                    | Ergebnis                  | Gegner                | Ergebnis              | Gegner        | Ergebnis      | Rang          |
| ----------------- | ----------------- | -------------- | ------------ | ----------------- | ------------- | ------------- | ------------- | ------------------------- | ------------------------- | --------------------- | --------------------- | ------------- | ------------- | ------------- |
| Frauen            |                   |                |              |                   |               |               |               |                           |                           |                       |                       |               |               |               |
| Maryna Konjewa    | Klasse über 67 kg | Nadin Dawani   | 18:13        | Glenhis Hernández | 2:16          | ausgeschieden | ausgeschieden | ausgeschieden             | ausgeschieden             | ausgeschieden         | ausgeschieden         | ausgeschieden | ausgeschieden | ausgeschieden |
| Männer            |                   |                |              |                   |               |               |               |                           |                           |                       |                       |               |               |               |
| Hryhorij Hussarow | Klasse bis 68 kg  | Logan Campbell | 10:6         | Servet Tazegül    | 2:9           | ausgeschieden | ausgeschieden | Terrence Jennings         | 2:3                       | ausgeschieden         | ausgeschieden         | ausgeschieden | ausgeschieden | ausgeschieden |

### Tennis
| Athleten            | Wettbewerb | 1. Runde       | 1. Runde      | 2. Runde      | 2. Runde      | Achtelfinale  | Achtelfinale  | Viertelfinale | Viertelfinale | Halbfinale    | Halbfinale    | Finale        | Finale        | Rang          |
| Athleten            | Wettbewerb | Gegner         | Ergebnis      | Gegner        | Ergebnis      | Gegner        | Ergebnis      | Gegner        | Ergebnis      | Gegner        | Ergebnis      | Gegner        | Ergebnis      | Rang          |
| ------------------- | ---------- | -------------- | ------------- | ------------- | ------------- | ------------- | ------------- | ------------- | ------------- | ------------- | ------------- | ------------- | ------------- | ------------- |
| Frauen              |            |                |               |               |               |               |               |               |               |               |               |               |               |               |
| Kateryna Bondarenko | Einzel     | Petra Kvitová  | 4:6, 7:5, 4:6 | ausgeschieden | ausgeschieden | ausgeschieden | ausgeschieden | ausgeschieden | ausgeschieden | ausgeschieden | ausgeschieden | ausgeschieden | ausgeschieden | ausgeschieden |
| Männer              |            |                |               |               |               |               |               |               |               |               |               |               |               |               |
| Serhij Stachowskyj  | Einzel     | Lleyton Hewitt | 3:6, 6:4, 3:6 | ausgeschieden | ausgeschieden | ausgeschieden | ausgeschieden | ausgeschieden | ausgeschieden | ausgeschieden | ausgeschieden | ausgeschieden | ausgeschieden | ausgeschieden |

### Tischtennis
| Athleten            | Wettbewerb | 1. Runde        | 1. Runde | 2. Runde       | 2. Runde      | 3. Runde      | 3. Runde      | 4. Runde      | 4. Runde      | Viertelfinale | Viertelfinale | Halbfinale    | Halbfinale    | Finale        | Finale        | Rang          |
| Athleten            | Wettbewerb | Gegner          | Ergebnis | Gegner         | Ergebnis      | Gegner        | Ergebnis      | Gegner        | Ergebnis      | Gegner        | Ergebnis      | Gegner        | Ergebnis      | Gegner        | Ergebnis      | Rang          |
| ------------------- | ---------- | --------------- | -------- | -------------- | ------------- | ------------- | ------------- | ------------- | ------------- | ------------- | ------------- | ------------- | ------------- | ------------- | ------------- | ------------- |
| Frauen              |            |                 |          |                |               |               |               |               |               |               |               |               |               |               |               |               |
| Tetjana Bilenko     | Einzel     | Paula Medina    | 4:1      | Daniela Dodean | 3:4           | ausgeschieden | ausgeschieden | ausgeschieden | ausgeschieden | ausgeschieden | ausgeschieden | ausgeschieden | ausgeschieden | ausgeschieden | ausgeschieden | ausgeschieden |
| Marharyta Pessozka  | Einzel     | -               | -        | Sara Ramirez   | 4:1           | Jiao Li       | 0:4           | ausgeschieden | ausgeschieden | ausgeschieden | ausgeschieden | ausgeschieden | ausgeschieden | ausgeschieden | ausgeschieden | ausgeschieden |
| Männer              |            |                 |          |                |               |               |               |               |               |               |               |               |               |               |               |               |
| Olexander Diduch    | Einzel     | Marcelo Aguirre | 4:3      | Weixing Chen   | 0:4           | ausgeschieden | ausgeschieden | ausgeschieden | ausgeschieden | ausgeschieden | ausgeschieden | ausgeschieden | ausgeschieden | ausgeschieden | ausgeschieden | ausgeschieden |
| Jaroslaw Schmudenko | Einzel     | Omar Assar      | 1:4      | ausgeschieden  | ausgeschieden | ausgeschieden | ausgeschieden | ausgeschieden | ausgeschieden | ausgeschieden | ausgeschieden | ausgeschieden | ausgeschieden | ausgeschieden | ausgeschieden | ausgeschieden |

### Triathlon
| Athleten            | Wettbewerb | Zeit       | Rang       |
| ------------------- | ---------- | ---------- | ---------- |
| Frauen              |            |            |            |
| Julija Jelistratowa | Einzel     | überrundet | überrundet |
| Männer              |            |            |            |
| Danylo Sapunow      | Einzel     | 1:51:32 h  | 42         |

### Turnen

#### Gerätturnen
| Athleten           | Wettbewerb       | Qualifikation | Qualifikation | Finale        | Finale        | Rang          |
| Athleten           | Wettbewerb       | Punkte        | Rang          | Punkte        | Rang          | Rang          |
| ------------------ | ---------------- | ------------- | ------------- | ------------- | ------------- | ------------- |
| Frauen             |                  |               |               |               |               |               |
| Natalija Kononenko | Mehrkampf Einzel | 50,832        | 44            | ausgeschieden | ausgeschieden | ausgeschieden |

| Athleten              | Wettbewerb                         | Boden  | Boden | Pauschenpferd | Pauschenpferd | Ringe  | Ringe | Sprung | Sprung | Barren | Barren | Reck   | Reck | Gesamt  | Gesamt |
| Athleten              | Wettbewerb                         | Punkte | Rang  | Punkte        | Rang          | Punkte | Rang  | Punkte | Rang   | Punkte | Rang   | Punkte | Rang | Punkte  | Rang   |
| --------------------- | ---------------------------------- | ------ | ----- | ------------- | ------------- | ------ | ----- | ------ | ------ | ------ | ------ | ------ | ---- | ------- | ------ |
| Männer                |                                    |        |       |               |               |        |       |        |        |        |        |        |      |         |        |
| Mykola Kuksenkow      | Qualifikation                      | 14,533 | 34    | 14,900        | 9             | 15,000 | 18    | 15,766 |        | 15,066 | 22     | 14,666 | 25   | 89,931  | 6      |
| Witalij Nakonetschnyj | Qualifikation                      | 14,066 | 47    | 14,933        | 6             | –      | –     | –      | –      | 14,133 | 51     | 14,800 | 21   | –       | –      |
| Ihor Radiwilow        | Qualifikation                      | –      | –     | –             | –             | 15,300 | 9     | 16,266 | 8      | –      | –      | –      | –    | –       | –      |
| Oleh Stepko           | Qualifikation                      | 15,033 | 20    | 14,400        | 16            | 14,866 | 26    | 15,916 |        | 13,366 | 66     | 13,466 | 59   | 87,047  | 20     |
| Oleh Wernjajew        | Qualifikation                      | 15,033 | 21    | 14,366        | 18            | 14,600 | 34    | 16,333 | 11     | 14,566 | 40     | 14,066 | 41   | 88,964  | 13     |
| Mannschaft            | Mehrkampf Mannschaft Qualifikation | –      | –     | –             | –             | –      | –     | –      | –      | –      | –      | –      | –    | 269,810 | 7      |
| Mykola Kuksenkow      | Mehrkampf Mannschaft               | –      | –     | 15,100        | 4             | 15,233 | 7     | –      | –      | 15,200 | 13     | 15,266 | 9    | –       | –      |
| Witalij Nakonetschnyj | Mehrkampf Mannschaft               | 14,333 | 22    | 14,866        | 7             | –      | –     | –      | –      | –      | –      | 14,266 | 21   | –       | –      |
| Ihor Radiwilow        | Mehrkampf Mannschaft               | –      | –     | –             | –             | 15,433 | 4     | 16,066 | 7      | –      | –      | –      | –    | –       | –      |
| Oleh Stepko           | Mehrkampf Mannschaft               | 14,866 | 16    | 15,000        | 6             | 15,033 | 11    | 15,733 | 15     | 13,933 | 23     | –      | –    | –       | –      |
| Oleh Wernjajew        | Mehrkampf Mannschaft               | 14,866 | 16    | –             | –             | –      | –     | 16,266 | 3      | 15,600 | 2      | 14,466 | 20   | –       | –      |
| Mannschaft            | Mehrkampf Mannschaft               | 44,065 | 8     | 44,966        | 3             | 45,699 | 2     | 48,065 | 3      | 44,733 | 6      | 43,998 | 6    | 271,526 | 4      |
| Mykola Kuksenkow      | Mehrkampf Einzel                   | 14,633 | 11    | 14,600        | 5             | 15,200 | 3     | 15,533 | 11     | 15,400 | 4      | 15,066 | 6    | 90,432  | 4      |
| Oleh Wernjajew        | Mehrkampf Einzel                   | 14,533 | 13    | 13,966        | 14            | 14,866 | 7     | 16,233 | 2      | 15,033 | 12     | 14,300 | 17   | 88,931  | 11     |
| Witalij Nakonetschnyj | Pauschenpferd                      | –      | –     | 14,766        | 6             | –      | –     | –      | –      | –      | –      | –      | –    | 14,766  | 6      |
| Ihor Radiwilow        | Sprung                             | –      | –     | –             | –             | –      | –     | 16,316 | 3      | –      | –      | –      | –    | 16,316  | Bronze |

#### Rhythmische Sportgymnastik
| Athletinnen | Wettbewerb           | Qualifikation | Qualifikation | Finale  | Finale | Rang |
| Athletinnen | Wettbewerb           | Punkte        | Rang          | Punkte  | Rang   | Rang |
| --- | -------------------- | ------------- | ------------- | ------- | ------ | ---- |
| Frauen |                      |               |               |         |        |      |
| Olena Dmytrasch Jewhenija Homon Walerija Hudym Wiktorija Lenyschyn Wiktorija Masur Switlana Prokopowa Hanna Risatdinowa | Mehrkampf Mannschaft | 54,150        | 6             | 54,375  | 5      | 5    |
| Alina Maksymenko | Mehrkampf Einzel     | 110,025       | 7             | 109,625 | 6      | 6    |
| Hanna Risatdinowa | Mehrkampf Einzel     | 108,850       | 10            | 107,400 | 10     | 10   |

#### Trampolinturnen
| Athleten      | Wettbewerb | Qualifikation | Qualifikation | Finale        | Finale        | Rang |
| Athleten      | Wettbewerb | Punkte        | Rang          | Punkte        | Rang          | Rang |
| ------------- | ---------- | ------------- | ------------- | ------------- | ------------- | ---- |
| Frauen        |            |               |               |               |               |      |
| Maryna Kyjko  | Einzel     | 73,460        | 16            | ausgeschieden | ausgeschieden | 16   |
| Männer        |            |               |               |               |               |      |
| Jurij Nikitin | Einzel     | 79,100        | 14            | ausgeschieden | ausgeschieden | 14   |

### Wasserspringen
| Athleten                                | Wettbewerb            | Vorkampf | Vorkampf | Halbfinale    | Halbfinale    | Finale        | Finale        | Rang |
| Athleten                                | Wettbewerb            | Punkte   | Rang     | Punkte        | Rang          | Punkte        | Rang          | Rang |
| --------------------------------------- | --------------------- | -------- | -------- | ------------- | ------------- | ------------- | ------------- | ---- |
| Frauen                                  |                       |          |          |               |               |               |               |      |
| Olena Fedorowa                          | Kunstspringen 3 m     | 308,70   | 14       | 314,70        | 12            | 317,80        | 9             | 9    |
| Olena Fedorowa Hanna Pysmenska          | Synchronspringen 3 m  | -        | -        | -             | -             | 302,40        | 6             | 6    |
| Wiktorija Potechina Julija Prokoptschuk | Synchronspringen 10 m | -        | -        | -             | -             | 299,64        | 8             | 8    |
| Julija Prokoptschuk                     | Turmspringen 10 m     | 324,85   | 11       | 315,80        | 12            | 344,55        | 12            | 12   |
| Hanna Pysmenska                         | Kunstspringen 3 m     | 271,50   | 21       | ausgeschieden | ausgeschieden | ausgeschieden | ausgeschieden | 21   |
| Männer                                  |                       |          |          |               |               |               |               |      |
| Olexandr Bondar                         | Turmspringen 10 m     | 481,65   | 8        | 496,30        | 11            | 443,70        | 12            | 12   |
| Olexandr Bondar Oleksandr Horschkowosow | Synchronspringen 10 m | -        | -        | -             | -             | 433,32        | 8             | 8    |
| Illja Kwascha                           | Kunstspringen 3 m     | 470,25   | 6        | 478,60        | 7             | 462,25        | 8             | 8    |
| Illja Kwascha Oleksij Pryhorow          | Synchronspringen 3 m  | -        | -        | -             | -             | 434,22        | 4             | 4    |
| Oleksij Pryhorow                        | Kunstspringen 3 m     | 439,80   | 17       | 414,15        | 16            | ausgeschieden | ausgeschieden | 16   |
| Anton Sacharow                          | Turmspringen 10 m     | 451,35   | 12       | 464,70        | 15            | ausgeschieden | ausgeschieden | 15   |